# Луценко, Игнат Дорофеевич
Игнат Дорофеевич Луценко (1910—1945) — Гвардии старший сержант Рабоче-крестьянской Красной Армии, участник Великой Отечественной войны, Герой Советского Союза (1945).

## Биография
Игнат Луценко родился 24 марта 1910 года в селе Чмыровка (ныне — Белоцерковский район Киевской области Украины). После окончания начальной школы работал в сельском хозяйстве. В 1930 году Луценко был призван на службу в Рабоче-крестьянскую Красную Армию. Участвовал в боях на озере Хасан и на реке Халхин-Гол. С декабря 1942 года — на фронтах Великой Отечественной войны. К январю 1945 года гвардии старший сержант Игнат Луценко был механиком-водителем танка «Т-34» 50-й гвардейской танковой бригады 9-го гвардейского танкового корпуса 2-й гвардейской танковой армии 1-го Белорусского фронта. Отличился во время освобождения Польши.
18 января 1945 года под Плоцком Луценко без потерь провёл танковую колонну мимо немецкой обороны. 15-20 января, участвуя в наступлении, Луценко лично уничтожил 5 противотанковых артиллерийских орудий, 8 пулемётов, 2 батареи миномётов, 50 повозок, 5 автомашин, около 100 солдат и офицеров противника, участвовал в освобождении более трёх сотен населённых пунктов. 8 февраля 1945 года Луценко погиб в бою под городом Старгард-Щециньски.
Указом Президиума Верховного Совета СССР от 27 февраля 1945 года за «исключительное мужество и героизм, проявленные в боях с немецкими захватчиками» старший сержант Игнат Луценко посмертно был удостоен высокого звания Героя Советского Союза. Также был награждён орденами Ленина, Красного Знамени, Красной Звезды, рядом медалей.